# Men Without Hats
Men Without Hats es una banda canadiense de synth pop formada en Montreal, Quebec, en 1980.

## Historia
Su música se caracteriza por la voz de barítono de su cantante principal, Ivan Doroschuk, canadiense nacido en Estados Unidos, así como por su elaborado uso de sintetizadores y procesamiento electrónico. Firmaron con el sello discográfico MCA Records. Alcanzaron su mayor popularidad en la década de 1980 con I Like (1982) y The Safety Dance (1983), un éxito mundial Top Ten (# 3 en los Estados Unidos). Su otro gran éxito fue Pop Goes the World en 1987.
Desde 1996 hasta 2006, realizaron recopilaciones de sus mejores éxitos. En 1997, el vocalista grabó como solista. Después de una pausa durante la mayor parte de las décadas de 1990 y 2000, Doroschuk reformó la banda en 2010 y lanzó Love in the Age of War (2012). El grupo reformado, con sede en Vancouver, ha seguido actuando, incluida una gira europea en 2015 y Australia en 2016.

## Discografía

### Álbumes de estudio
- Rhythm of Youth (1982)
- Folk of the 80's (Part III) (1984)
- Pop Goes the World (1987)
- The Adventures of Women & Men Without Hate in the 21st Century (1989)
- Sideways (1991)
- No Hats Beyond This Point (2003)
- Love In The Age of War (2012)

### EP
- Folk of the 80's (1980)
- Freeways (1985)

### Recopilatorios
- Collection (1996)
- Greatest Hats (1997)
- My Hats Collection (2006)

### Sencillos
| Año  | Canción               | UK Singles Chart | Canadian Singles Chart | Billboard Hot 100 | Álbum                                                          |
| ---- | --------------------- | ---------------- | ---------------------- | ----------------- | -------------------------------------------------------------- |
| 1983 | I Like                | -                | -                      | 84                | Rhythm of Youth                                                |
| 1983 | The Safety Dance      | 6                | 11                     | 3                 | Rhythm of Youth                                                |
| 1983 | I Got the Message     | 99               | -                      | -                 | Rhythm of Youth                                                |
| 1983 | Living in China       | -                | -                      | -                 | Rhythm of Youth                                                |
| 1984 | Where Do the Boys Go? | -                | 30                     | -                 | Folk of the 80's (Part III)                                    |
| 1987 | Pop Goes the World    | -                | 2                      | 20                | Pop Goes the World                                             |
| 1987 | Moonbeam              | -                | 23                     | -                 | Pop Goes the World                                             |
| 1989 | Hey Men               | -                | 8                      | -                 | The Adventures of Women & Men Without Hate in the 21st Century |
| 1989 | In the 21st Century   | -                | 35                     | -                 | The Adventures of Women & Men Without Hate in the 21st Century |
| 1991 | Sideways              | -                | -                      | -                 | Sideways                                                       |
| 2012 | Head Above Water      | -                | -                      | -                 | Love In The Age of War                                         |

### Videoclips
- "Security"
- "Antarctica"
- "Nationale 7"
- "The Safety Dance"
- "I Like"
- "Where Do the Boys Go?"
- "Pop Goes the World"
- "Moonbeam"
- "Hey Men"
- "In the 21st Century"
- "Sideways"

### DVD
- Live Hats (2006)